# Witte Kinderbos
Het Witte Kinderbos werd tussen 1997 en 1999 als "levend monument" aangeplant op initiatief van de Witte Beweging in de nasleep van de zaak Dutroux. Het bevindt zich op de middenberm van de E19 tussen Vilvoorde en Antwerpen, als een herinnering aan alle gedode, verongelukte en verdwenen kinderen van België. De jezuïet Luc Versteylen was een van de initiatiefnemers. Er werden 300.000 bomen aangeplant, evenveel als er deelnemers waren aan de Witte Mars.
Het bos werd vermeld in het Guinness Book of Records als smalste bos ter wereld.
In 2007 werd een 32 hectare groot deel verwijderd voor de aanleg van een nieuw spoortracé (Spoorlijn 25N). Zo veel mogelijk van de jonge bomen werden gerecupereerd, deels voor het Witte Kinderwandelbos. Ter compensatie legde men bij Vilvoorde in Houtem dit Witte Kinderwandelbos aan ter grootte van 50 ha.